# Соловьёвка (Рыбинский район)
Соловьёвка— деревня в Рыбинском районе Красноярского края в составе  Двуреченского сельсовета.

## География
Находится в примерно в 30 километрах по прямой на юг-юго-восток от районного центра города Заозёрный.

## Климат
Климат резко континентальный. Зима суровая, средние температуры января составляют –19—21 °С, критические — от –45 до –52 °С. Лето преимущественно жаркое, солнечное, со средними температурами июля +19—25 °С, максимальные: +34—38 °С. 

## Население
Постоянное население составляло 106 человек в 2002 году (78% русские),  34 в 2010.